# كيفن تايلور
كيفن تايلور (بالإنجليزية: Kevin Taylor)‏ (22 يناير 1961 بويكفيلد في المملكة المتحدة - ) هو لاعب كرة قدم بريطاني في مركز الوسط. لعب مع ديربي كاونتي وسكونثورب يونايتد وشيفيلد وينزداي وكريستال بالاس وFryston Colliery Welfare F.C. ‏.

## وصلات خارجية
- كيفن تايلور على موقع قاعدة بيانات كرة القدم.إي يو (الإنجليزية)